# Ben Nevis
Ben Nevis (em gaélico escocês: Beinn Nibheis) é o ponto mais elevado do Reino Unido, com 1345 m de altitude. Fica na Escócia.
Tal como muitas outras montanhas escocesas, entre os residentes locais é conhecido simplesmente como "The Ben". Estima-se que seja visitado por cerca de 100 000 turistas por ano, dos quais cerca de 75% usam a estrada Pony Track ("Rota Pony") que começa em Glen Nevis, na vertente sul da montanha. Para os alpinistas a principal atração são as falésias com 700 metros de altura da vertente norte, que estão entre as mais altas do Reino Unido, e que abrigam algumas das mais clássicas subidas para escalada de todas as dificuldades.
O cume, a 1344 metros de altitude, tem as ruínas de um observatório que funcionou permanentemente entre 1883 e 1904. A informação meteorológica compilada durante esse período é importante para a compreensão do clima nas montanhas escocesas. Charles Wilson inventou a câmara de nuvens após ter passado algum tempo a trabalhar nesse observatório.
O Ben Nevis faz parte da lista oficial de munros (montanhas escocesas com mais de 3000 pés; 914,4 m) do Clube Escocês de Montanhismo (Scottish Mountaineering Club - SMC).

## Galeria

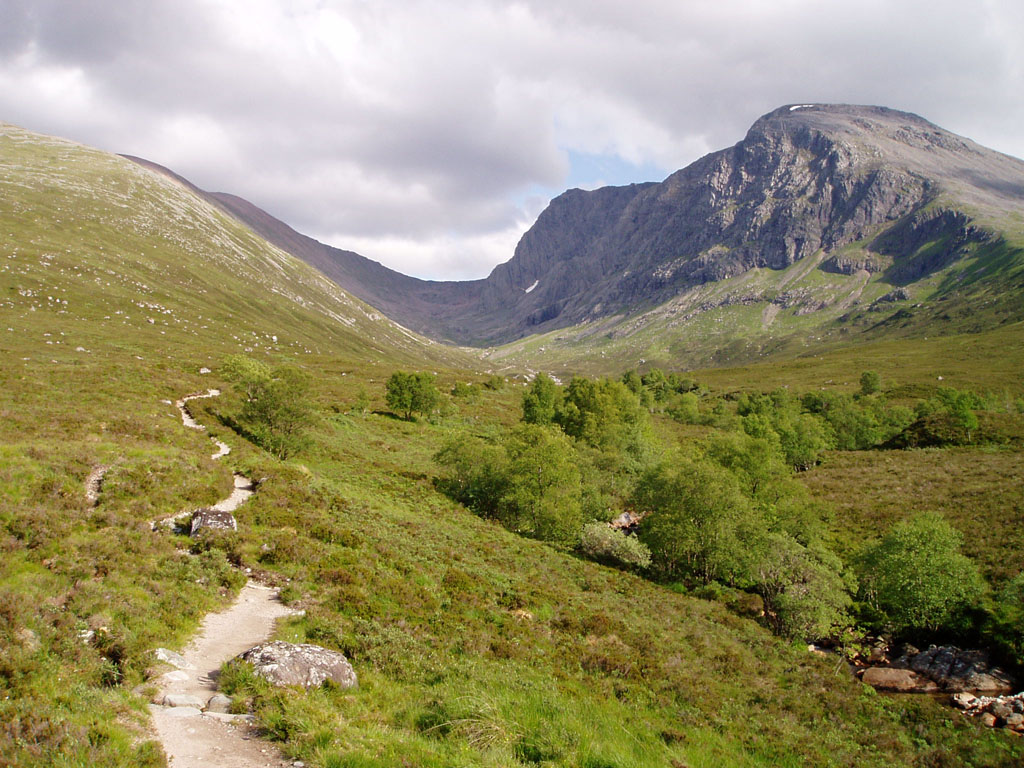
Ben Nevis
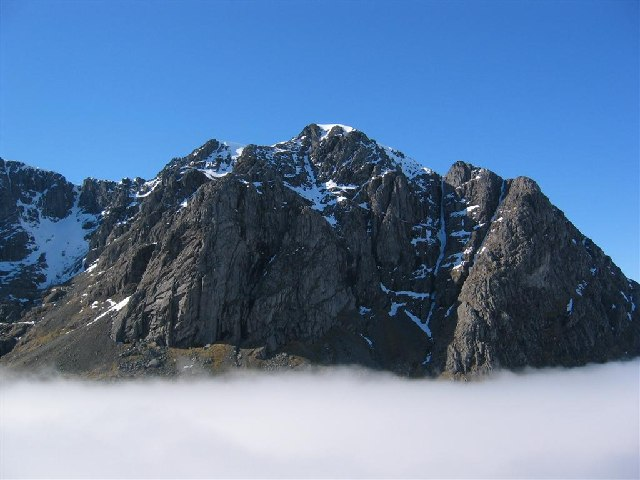
Ben Nevis
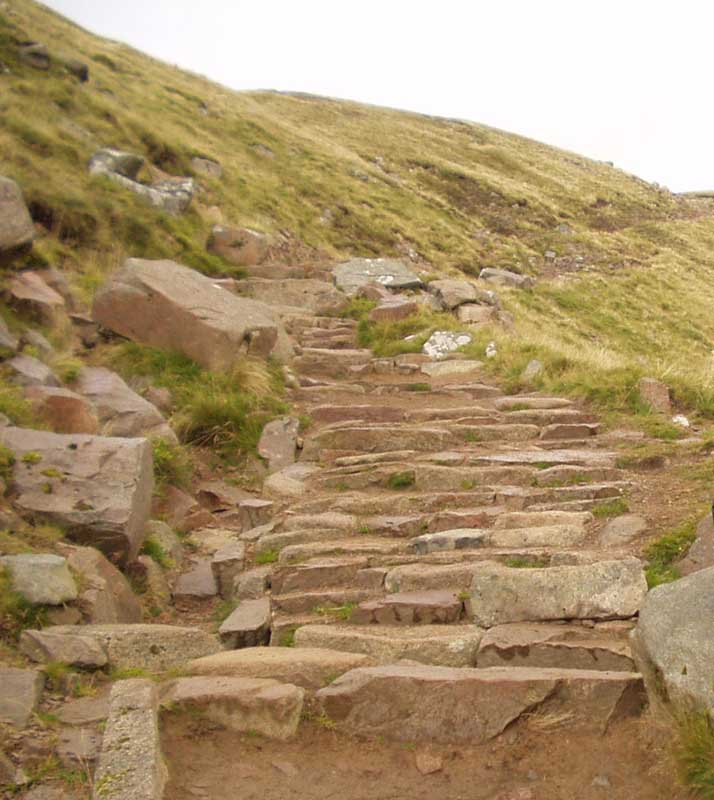
Estrada turística
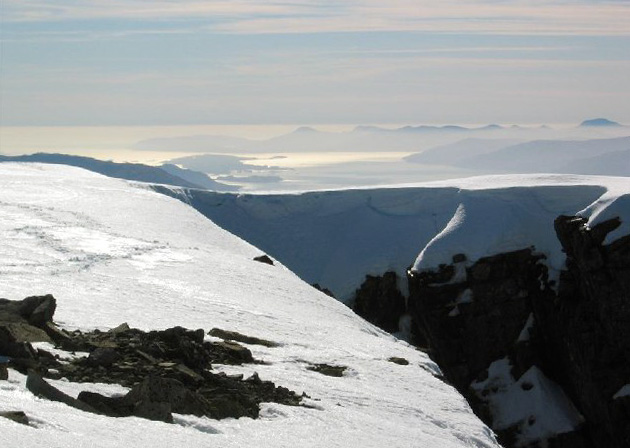
Ben Nevis
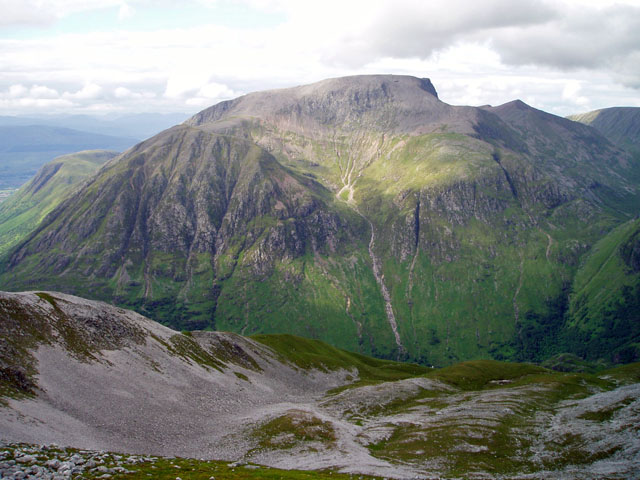
Fachada sul
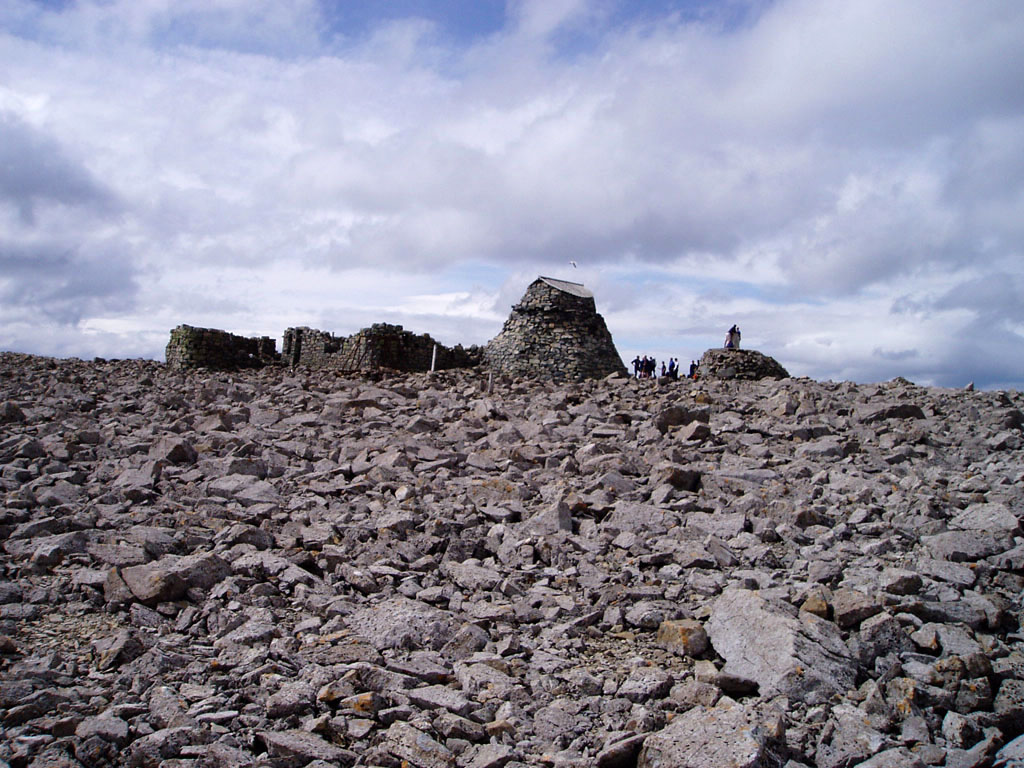
Cume do Ben Nevis
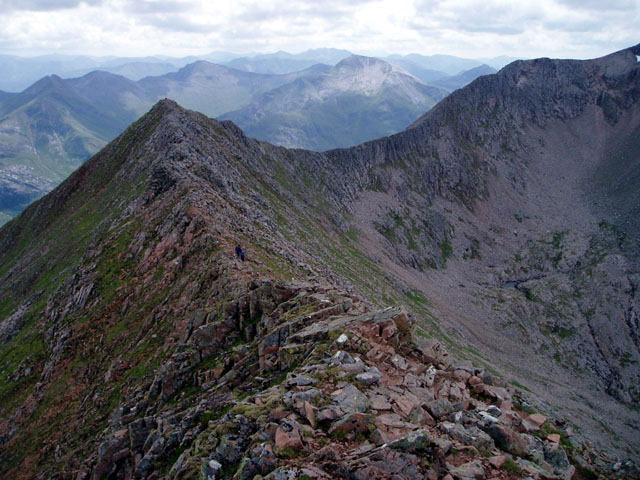
Ben Nevis